# 마드리드 왕립식물원

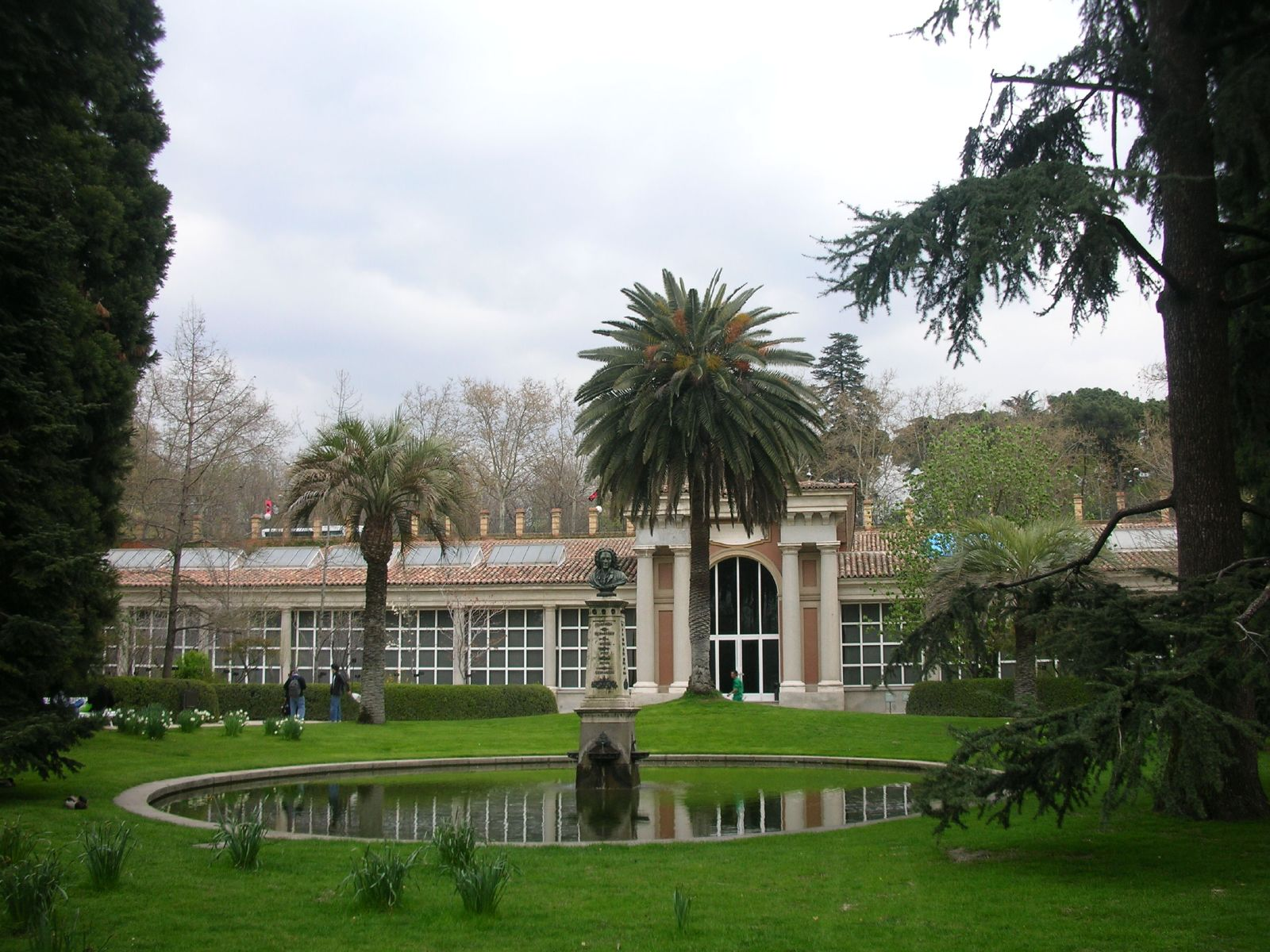
마드리드 왕립식물원

마드리드 왕립식물원(스페인어: Real Jardín Botánico de Madrid)은 스페인 마드리드의 식물원이다.